# Expédition Dumont d'Urville

Trajet de l'expédition 1837-1840.

L’expédition Dumont d'Urville est une expédition française dans l'océan Antarctique initialement conçue sous la forme d'une circumnavigation. Elle fut dirigée à partir de 1837, en s'intensifiant vers 1839 et 1840, par Jules Dumont d'Urville sur les navires L'Astrolabe et La Zélée — ce dernier navire étant commandé par Charles Hector Jacquinot, le second de l'expédition.
Pressé par James Clark Ross dans ses explorations vers le Sud, en suivant l'itinéraire que James Cook avait abandonné dans les années 1770 à cause du pack, Jules Dumont d'Urville parvint à trouver une terre en Antarctique. Elle fut baptisée Terre Adélie en l'honneur de son épouse Adèle.

## Préparation

### La querelle avec l'Académie des sciences
François Arago

### Les instructions
Claude du Campe de Rosamel

### Les membres de l'expédition

#### Les navires

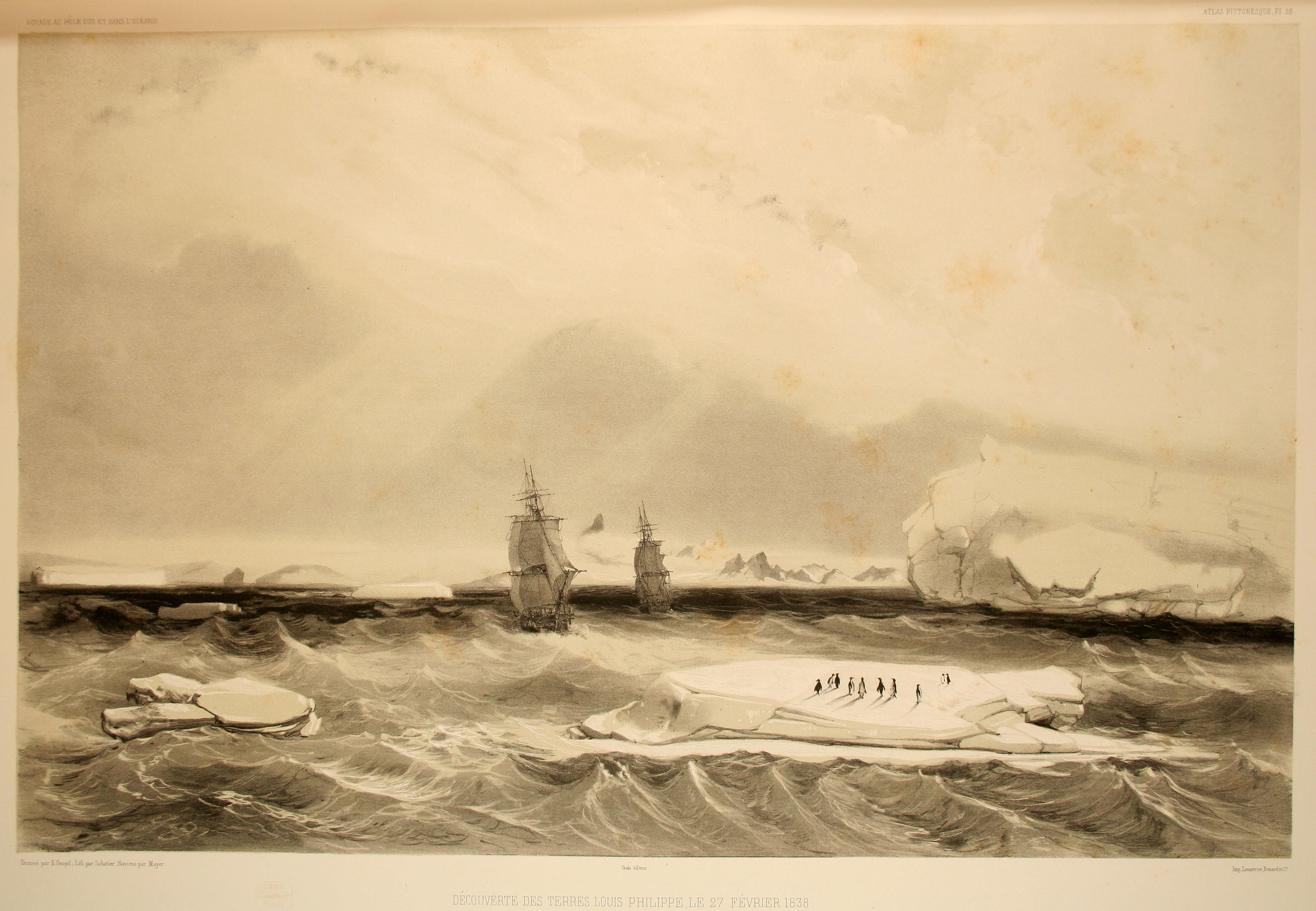
L'Astrolabe et La Zélée lors de la découverte des Terres Louis-Philippe (terre de Graham aujourd'hui) le 27 février 1838. Lithographie d'après Ernest Goupil (1846).

- L'Astrolabe
- La Zélée

#### Les équipages
Seuls les officiers et assimilés sont répertoriés ici. Chaque navire avait un effectif complet de 70 à 80 hommes.
- Sur L'Astrolabe :
  - commandant : capitaine de vaisseau Jules Dumont d'Urville, chef d'expédition ;
  - lieutenants de vaisseau : Gaston de Rocquemaurel. Second : François Barlatier de Mas ;
  - chirurgiens : Jacques Bernard Hombron, Louis Le Breton ;
  - préparateur d'anatomie : Pierre Marie Alexandre Dumoutier ;
  - ingénieur hydrographe : Clément Adrien Vincendon-Dumoulin ;
  - secrétaire : César Desgraz ;
  - commissaire de bord : Louis Ducorps ;
  - enseignes : Joseph Durach, Charles François Eugène Gervaize, Jean-Marie Gourdin, Jacques-Marie-Eugène Marescot du Thilleul (1809-1839)[1] ;
  - élèves : Joseph Boyer (aussi sur la Zélée), , Pierre Lafonde, Louis Le Maistre Duparc.

- Sur La Zélée :
  - commandant : capitaine de frégate Charles Hector Jacquinot ;
  - lieutenant de Vaisseau : Joseph-Fidèle-Eugène du Bouzet, second : Charles Thanaron ;
  - dessinateur : Ernest Goupil (Remplacé à son décès le 4/01/1840 à Hobart-Town par Louis Le Breton, chirurgien de 3e classe sur l'Astrolabe) ;
  - chirurgiens : Élie Le Guillou, Honoré Jacquinot ;
  - commissaire de bord : Félix Huon de Kermadec ;
  - enseignes : Aimé Coupvent-Desbois, Antoine Pavin de la Farge, Louis Tardy de Montravel ;
  - élèves : Paul de Flotte, Jean Gaillard.

## Déroulement

### Descente de l'Atlantique
L'Astrolabe et La Zélée quittèrent le port de Toulon le 7 septembre 1837, et atteignirent Tenerife, aux îles Canaries à la fin du mois.

### Exploration du détroit de Magellan
Début décembre 1837, les deux navires arrivèrent au nord du détroit de Magellan, mais durent y rester plus d'un mois, à cause des brumes de l'océan Atlantique qui gênaient la navigation dans ces eaux dangereuses. Finalement, le 8 janvier 1838, l'expédition déboucha du détroit et continua sa route en direction du sud, tout en longeant la Terre de Feu.

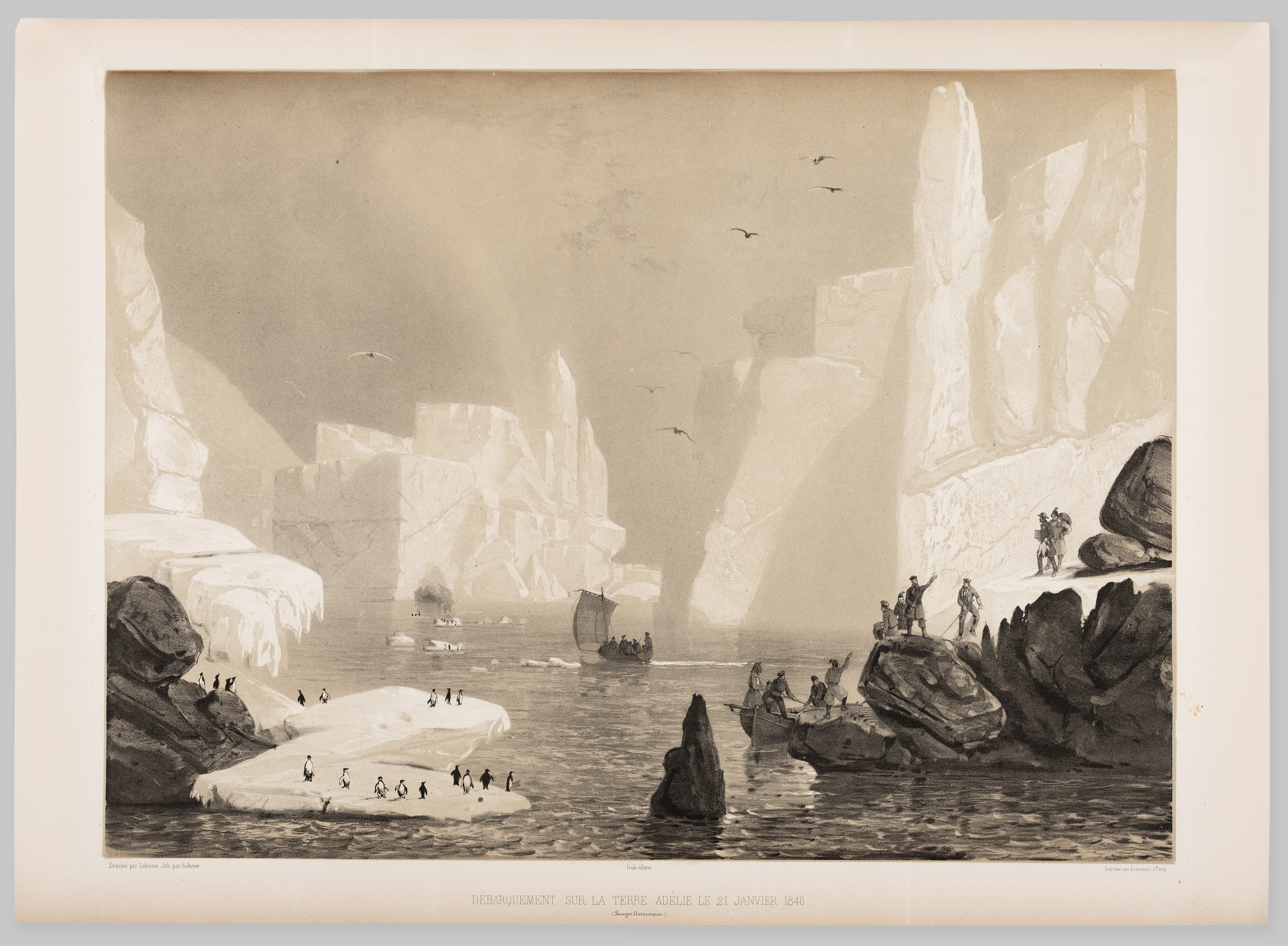
Gravure du Rocher du débarquement, un spectacle « tout à la fois grandiose et effrayant ».

### La traversée du Pacifique
- Les îles Gambier.
- Les Marquises.
- Tahiti.
- Les Samoa.
- Vava'u aux Tonga.
- Les Fidji.
- Vanikoro.
- Les îles Salomon et les îles Carolines.
- Les îles Palaos et Mindanao.
- Les Célèbes et les Moluques.
- Les mers d'Indonésie.

### Deuxième descente vers le sud
- De Sumatra à Hobart.

- Le passage du cercle polaire.
- La terre Adélie.

Trajet de Dumont d'Urville depuis Hobart (Tasmanie) vers la découverte et la prise de possession de la Terre-Adélie au nom de la France le 22 janvier 1840.

- Américains et Français dans les glaces.

### Retour en France
- Île Bourbon (actuelle Réunion).
- Sainte-Hélène.

## Le bilan

### Un bilan humain assez lourd
25 morts dont cinq officiers, 13 déserteurs, 14 débarquements.

### Un bilan scientifique considérable
Publication du compte-rendu de l'expédition entre 1841 et 1854.

## Publications
- Voyage au Pôle sud et dans l'Océanie sur les corvettes « L'Astrolabe » et « la Zélée », exécuté par ordre du Roi pendant les années 1837-1838-1839-1840 sous le commandement de M. J. Dumont-d'Urville, capitaine de vaisseau, rédaction après le décès de Dumont d'Urville sous la direction supérieure de M. Jacquinot, capitaine de vaisseau, commandant de La Zélée, rédigé suivant les spécialités.
- Histoire du Voyage, par Dumont-d'Urville pour les Tomes 1 à 3 puis à partir du tome 4 à la suite du décès de ce dernier, par Vincendon-Dumoulin, hydrographe de l'expédition, Paris, Gide éditeur, 1842-1846 (10 Vol. et atlas de 20 planches). Texte sur Gallica (voir avertissement Tome 4 pages 1 à 4) : tome 1,tome 2, tome 3, tome 4, tome 5, tome 6, tome 7, tome 8, tome 9, tome 10.
- Zoologie, par Hombron, Jacquinot et autres collaborateurs (3 vol. et atlas de 140 planches).
- Botanique, par Hombron, Jacquinot et Decaisne (2 vol. et atlas de 66 planches).
- Anthropologie et Physiologie humaine, par Dumoutier (1 vol. et atlas de 50 planches).
- Minéralogie et Géologie, par J. Grange (2 vol. et atlas de 15 planches).
- Physique, Routes des corvettes et observations météorologiques faites à bord de « l'Astrolabe » par Vincendon-Dumoulin (1 vol).
- Hydrographie, par Vincendon-Dumoulin (2 vol. et atlas de 64 planches).